# Schmalzgrube (Solingen)
Schmalzgrube ist eine Ortslage im Solinger Stadtteil Merscheid. Dort befindet sich das Industriegebiet Schmalzgrube, in dem auch einige namhafte Unternehmen der Solinger Schneidwarenindustrie ansässig sind.

## Lage und Beschreibung
Der Ort wird heute durch das Industriegebiet Schmalzgrube dominiert, das sich nördlich der Landesstraße 67, der Mangenberger Straße, und der Bahnstrecke Solingen–Remscheid auf einem Höhenrücken oberhalb des Viehbachtals befindet. Das Gelände in Schmalzgrube fällt von den beiden Erschließungsstraßen des Industriegebietes, Schmalzgrube und Schmalzgraben, nach Norden zum Ufer des Viehbach hin stark ab. Im Tal verläuft die Landesstraße 141n, die Viehbachtalstraße. 
Benachbarte Orte sind bzw. waren (von Nord nach West): Merscheid, Dahl, Hübben, Schaafenmühle, Nester Kotten, Montanushof, Straßen, Schorberg, Klein-Heipertz, Merscheider Busch und Weckshäuschen.

## Etymologie
Die Ortsbezeichnung Schmalzgrube kommt auch in anderen Gegenden vor, laut Brangs weist das Präfix Schmalz- auf gutes (= fettes) Land hin. Das Suffix -grube ist eine ansonsten im Solinger Raum nicht vorkommende Bezeichnung.

## Geschichte
Schmalzgrube entstand vermutlich im 19. Jahrhundert, in der Charte der Bürgermeisterei Merscheid von 1830 ist er bereits ohne Namen verzeichnet. In den anderen Kartenwerken des 19. Jahrhunderts wie der Topographischen Aufnahme der Rheinlande von 1824, der Preußischen Uraufnahme von 1844 sowie der Topographischen Karte des Regierungsbezirks Düsseldorf von 1871 ist der Ort hingegen nicht verzeichnet. Er tritt erst in der Preußischen Neuaufnahme von 1893 als Schmalzgrube in Erscheinung. Der Ort lag an der zwischen 1865 und 1867 gebauten Stichbahnstrecke der Eisenbahn zwischen dem Bahnhof Ohligs-Wald und dem Bahnhof Weyersberg, die 1867 eingeweiht wurde. Daraus entwickelte sich später die Bahnstrecke Wuppertal-Oberbarmen–Solingen.:113
Der Ort gehörte zur Stadt Merscheid, die im Jahre 1891 in Ohligs umbenannt wurde. Er befand sich unmittelbar an der Stadtgrenze zu Höhscheid, deren Hof Wüstenstraße (heute Montanushof genannt) auf der anderen Seite der Löhdorfer Straße lag. Die Gemeinde- und Gutbezirksstatistik der Rheinprovinz führt den Ort 1871 mit sieben Wohnhäuser und 62 Einwohnern auf. Im Gemeindelexikon für die Provinz Rheinland von 1888 werden elf Wohnhäuser mit 60 Einwohnern angegeben. 1895 besitzt der Ortsteil elf Wohnhäuser mit 55 Einwohnern.
Mit der Städtevereinigung zu Groß-Solingen im Jahre 1929 wurde Schmalzgrube ein Ortsteil Solingens. 
In den 1960er Jahren siedelten sich an der bis zu diesem Zeitpunkt nur durch einzelne Wohnhäuser besiedelten Mangenberger Straße die ersten Gewerbebetriebe an, nachdem die Stadt Solingen diesen Bereich als Industriegebiet ausgewiesen hatte. An die Schmalzgrube wurden ab den 1960er Jahren bevorzugt stark emittierende Gesenkschmieden umgesiedelt, die aufgrund der Emissionsbelastungen nicht mehr an Standorten mitten in Wohngebieten betrieben werden durften. Das Industriegebiet Schmalzgrube wurde ab Mitte der 1980er Jahre durch zwei weitere Straßen erschlossen und sukzessive bebaut. Heute haben dort unter anderem die Betriebe Mozart (Industrieklingen), Gösol (Maniküreinstrumente), C. Jul. Herbertz (Schneidwaren) oder die Gesenkschmiede Otto Röhrig ihren Firmensitz. 

Das heutige Landhaus Schmalzgrube, ein voll verschiefertes Fachwerkhaus an der Mangenberger Straße 356 / 358 steht seit 1984 unter Denkmalschutz. Außerdem ist das benachbarte Schieferhaus Mangenberger Straße 348 / 348a seit 1984 denkmalgeschützt. An der Schmalzgrube befindet sich eine nach dem Ort benannte Bushaltestelle der Oberleitungsbuslinien 685 und 686 der Stadtwerke Solingen sowie eine nicht elektrifizierte Wendeschleife. Seit einigen Jahren bestehen darüber hinaus Bemühungen, an der Schmalzgrube einen S-Bahn-Haltepunkt der Linie S 7 einzurichten.

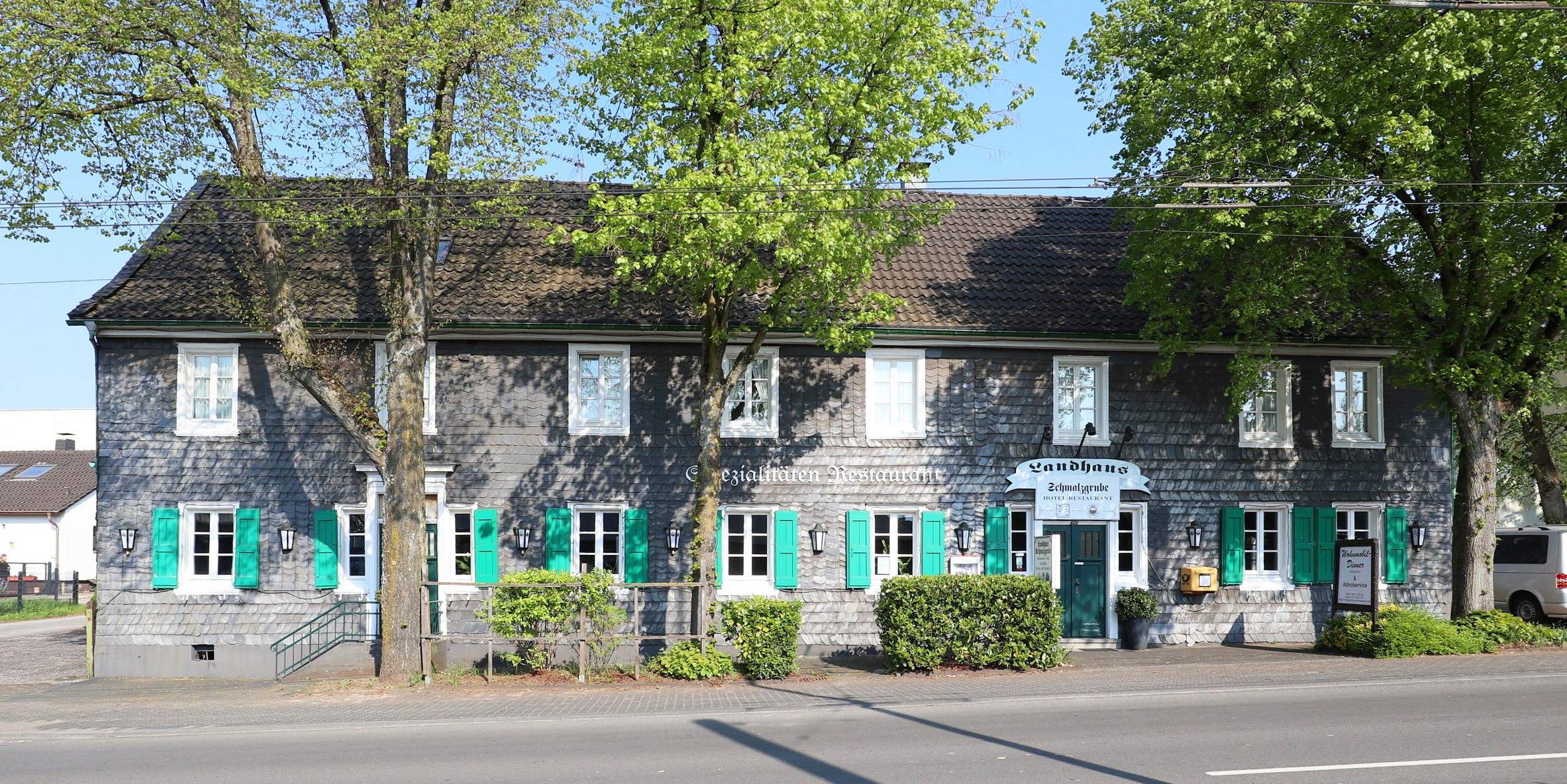
Baudenkmal Landhaus Schmalzgrube
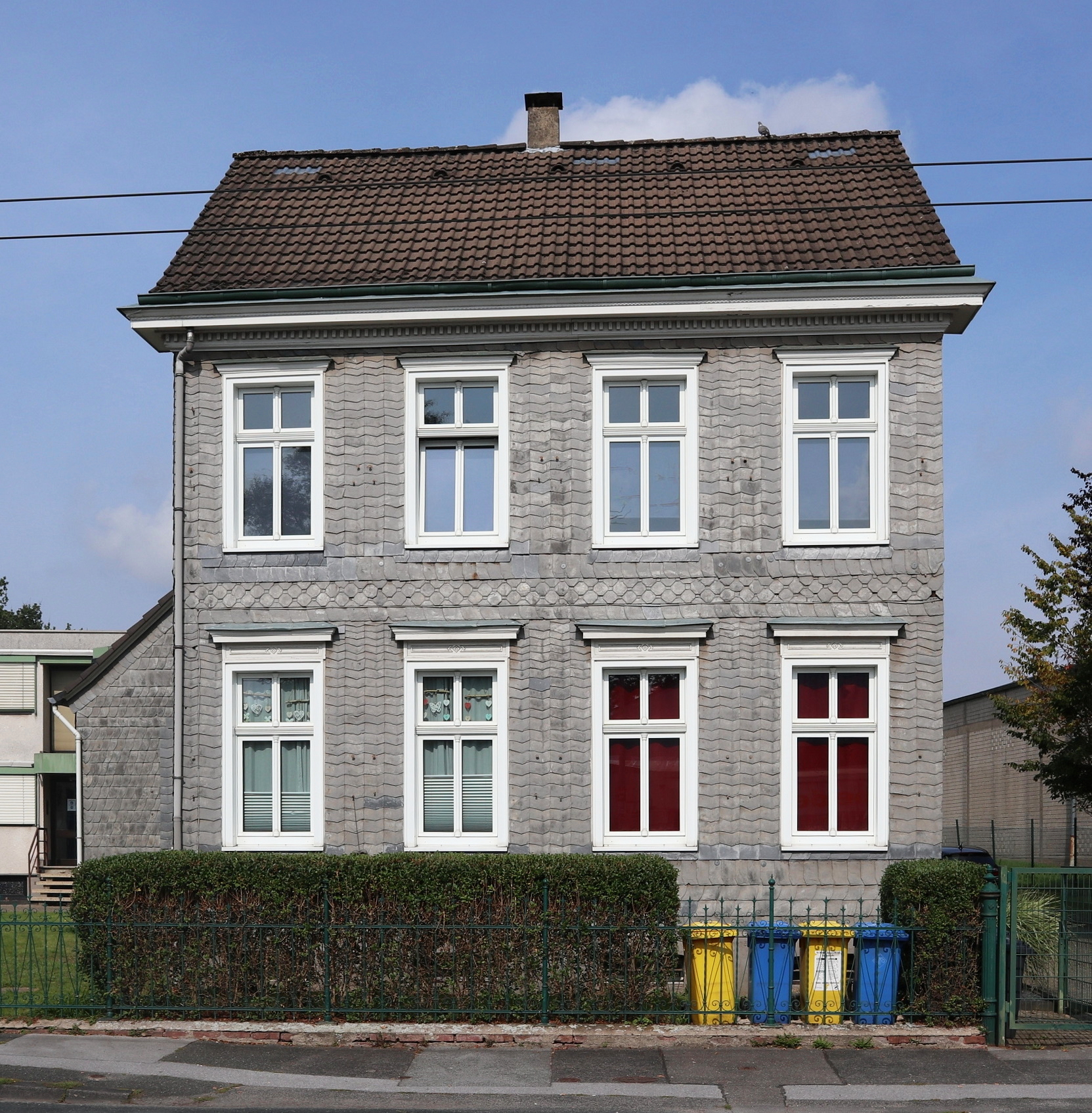
Baudenkmal Mangenberger Straße 348